# Pyrus trilocularis
Pyrus trilocularis là loài thực vật có hoa trong họ Hoa hồng. Loài này được D.K. Zang & P.C. Huang miêu tả khoa học đầu tiên năm 1992.